# بخش سوسن

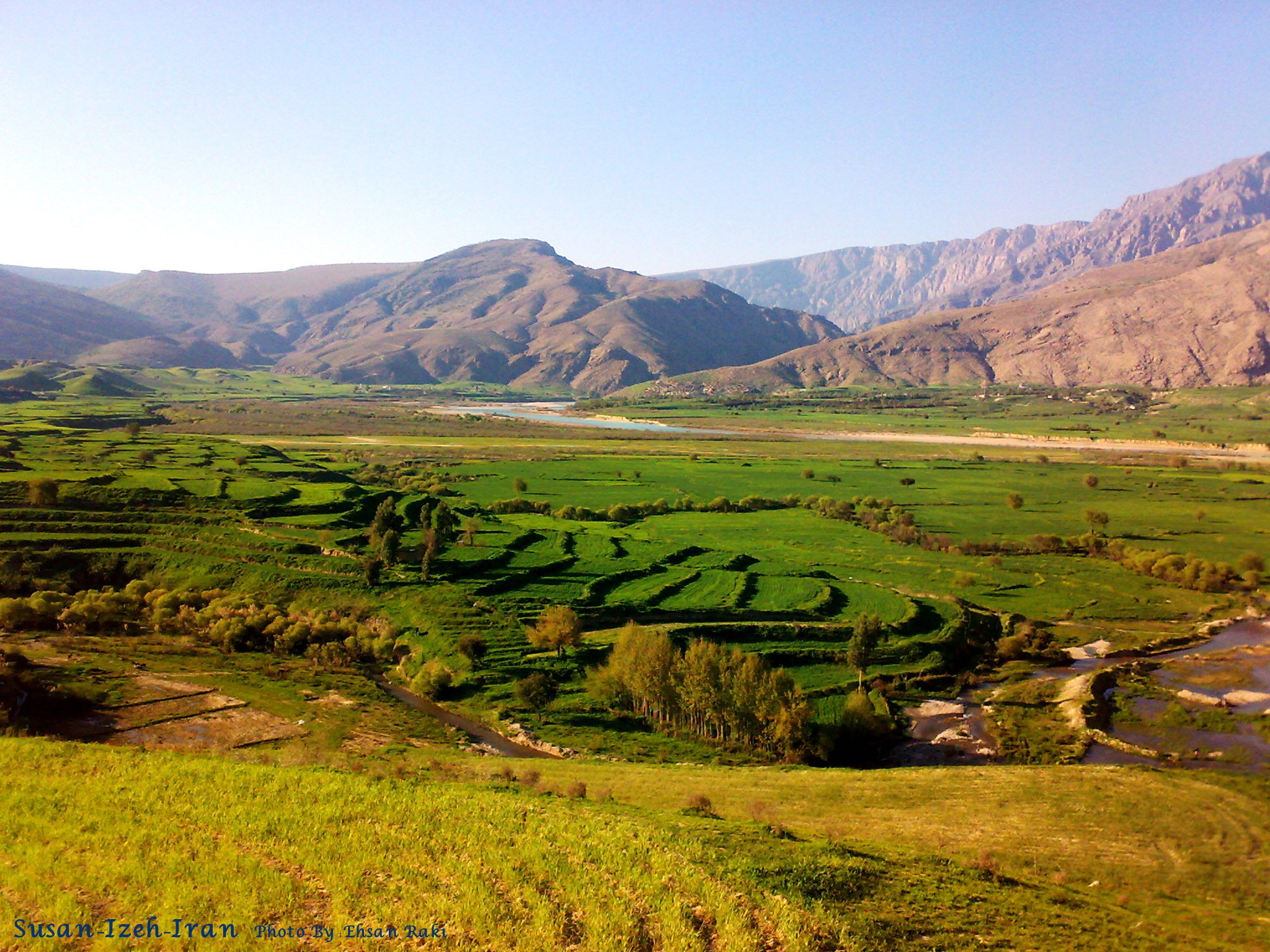
دشت زیبای سوسن ایذه در بهار

بخش سوسن یکی از بخش‌های شهرستان ایذه در استان خوزستان ایران است.
بخش سوسن به دو دهستان غربی و شرقی تفکیک می‌شود که با رودخانه‌ی کارون (نام محلی: کُرُنگ) از یک‌دیگر جدا می‌شوند.
این بخش از نقاط گردشگری ایذه و خوزستان محسوب می‌شود و دلیل آن هم طبیعت سرسبز، رودخانه‌های بزرگ و کوچک، چشمه‌های انبوه و آب‌و‌‌هوای دلپذیر می‌باشد. مرکز این بخش روستای ترشک می‌باشد.
از مناطق گردگشگری این منطقه می‌توان به رودخانه‌ی سیاهچال واقع در روستای ترشک، آبشار شیمن واقع در روستای شیمن و جنگل‌های بلوط آن اشاره کرد.

## جمعیت
براساس سرشماری مرکز آمار ایران در سال ۱۳۹۵، جمعیت بخش سوسن۵۰۰۰ نفر بوده‌است.

## تقسیمات کشوری
بخش سوسن از دو دهستان تشکیل شده‌است:
- دهستان سوسن شرقی
- دهستان سوسن غربی